# José Montenegro
José Montenegro (Panama, 3 settembre 1998) è un cestista panamense.

## Carriera
Con Panama ha disputato i Campionati americani del 2017.